# Myrmarachne edwardsi
Myrmarachne edwardsi är en spindelart som beskrevs av Berry, Beatty, Prószynski 1996. Myrmarachne edwardsi ingår i släktet Myrmarachne och familjen hoppspindlar. Inga underarter finns listade i Catalogue of Life.